# David Morris (Freestyle-Skier)
David John Morris (* 31. August 1984 in Melbourne, Australien) ist ein australischer Freestyle-Skier. Er ist auf die Disziplin Aerials (Springen) spezialisiert.

## Biografie
Morris wurde in Melbourne geboren, von 1995 bis 1997 lebte er vorübergehend mit seiner Familie in Dänemark. 2011 schloss er sein Studium an der RMIT University ab. Wenn er nicht in der nördlichen Hemisphäre trainiert und Wettkämpfe bestreitet, arbeitet er als Mathematik- und Sportlehrer.
Erste internationale Wettkämpfe bestritt Morris im Februar 2007 im Rahmen des nordamerikanischen Kontinentalcups (Nor-Am Cup). Nach mehreren Top-10-Platzierungen schaffte er ein Jahr später den ersten Sieg in dieser Wettkampfserie. Sein Debüt im Freestyle-Weltcup hatte er am 30. Januar 2009 in Deer Valley, wo er den 27. Platz erreichte. Bestes Ergebnis in dieser Saison war der 18. Platz bei der Weltmeisterschaft 2009 in Inawashiro. In der Saison 2009/10 stieß er im Weltcup erstmals unter die besten zehn vor, bei den Olympischen Winterspielen 2010 belegte er den 13. Platz.
Im Verlaufe der Saison 2010/11 etablierte sich Morris knapp hinter der Weltspitze und sprang bei der Weltmeisterschaft 2011 in Deer Valley auf den 14. Platz. Verletzungsbedingt musste er fast die gesamte Saison 2011/12 pausieren. Am 18. Januar 2013 sprang er in Lake Placid auf den dritten Platz und erzielte damit die erste Weltcup-Podestplatzierung. Der bisher einzige Weltcupsieg gelang ihm am 23. Februar 2013 in Bukowel. Den angestrebten Medaillengewinn bei der Weltmeisterschaft 2013 in Voss verpasste er als Vierter knapp. Dieser gelang ihm jedoch mit dem zweiten Platz bei den Olympischen Winterspielen 2014 in Sotschi.
Nach einem Jahr Pause stieg Morris im Winter 2015/16 wieder in den Weltcup ein und erzielte zwei zweite und einen dritten Platz. Weitere Weltcup-Podestplätze blieben im Winter 2016/17 zwar aus (das beste Ergebnis war ein 5. Platz), doch gewann er bei der Weltmeisterschaft 2017 in der Sierra Nevada die Bronzemedaille.

## Erfolge

### Olympische Spiele
- Vancouver 2010: 13. Aerials
- Sotschi 2014: 2. Aerials

### Weltmeisterschaften
- Inawashiro 2009: 18. Aerials
- Deer Valley 2011: 14. Aerials
- Voss 2013: 5. Aerials
- Sierra Nevada 2017: 3. Aerials

### Weltcupwertungen
| Saison  | Gesamt | Gesamt | Aerials | Aerials |
| Saison  | Platz  | Punkte | Platz   | Punkte  |
| ------- | ------ | ------ | ------- | ------- |
| 2008/09 | 191.   | 1      | 43.     | 5       |
| 2009/10 | 34.    | 20     | 15.     | 123     |
| 2010/11 | 51.    | 18     | 16.     | 123     |
| 2012/13 | 9.     | 47     | 2.      | 332     |
| 2013/14 | 16.    | 38     | 6.      | 190     |
| 2015/16 | 33.    | 28,83  | 9.      | 173     |
| 2016/17 | 74.    | 18,43  | 18.     | 129     |

### Weltcupsiege
Dadid Morris errang bisher 5 Podestplätze, davon 1 Sieg:
| Nr. | Datum            | Ort     | Land    |
| --- | ---------------- | ------- | ------- |
| 1   | 23. Februar 2013 | Bukowel | Ukraine |

### Weitere Erfolge
- 4 Podestplätze im Europacup
- 4 Podestplätze im Nor-Am Cup, davon 2 Siege